# 榮生站
榮生站（日语：／ Sakō eki */?）是位於愛知縣名古屋市西區榮生，屬於名古屋鐵道（名鐵）的名古屋本線車站。車站編號為NH37。此站旁邊設有名鐵醫院，因此站名牌同時印有名鐵醫院前。

## 歷史
- 1941年（昭和16年）8月12日 - 車站啟用。
- 1957年（昭和32年）8月25日 - 車站大樓翻新[1]。
- 1987年（昭和62年）8月 - 設置自動閘機（日语：自動改札機）[2]。
- 1996年（平成8年） - 車站大樓翻新。月台由可容納6卡延長至8卡車廂。
- 2005年（平成17年）1月29日 - 實施時間表修正，成為急行停車站，所有急行列車停站[3][注釋 1]。
- 2008年（平成20年）12月27日 - 除了平日早上上行部分列車外，快速急行班次整合至急行班次，停車數目班次大幅増加。
- 2011年（平成23年）2月11日 - 車站可以使用「manaca」IC卡。
- 2012年（平成24年）2月29日 - 車站不可使用交通儲值卡「Trans Pass（日语：トランパス (交通プリペイドカード)）」。
- 2015年（平成27年）9月24日 - 名鐵醫院出口翻新。使再次設有出口連接名鐵病院第2層。
- 2016年（平成28年）4月10日 - 月台提高高度，翻新候車室與月台上蓋。

## 車站構造
此站是高架車站，設有1面2線的島式月台，可容納8卡車廂。此站全日設有車站職員當值。在靠近名鐵名古屋與名鐵岐阜兩邊各設有一個驗票閘口。近岐阜一方的閘口名為「名鐵醫院閘口」。名鐵醫院閘口在醫院的新1號館於2015年9月24日啟用時加設，並且整日開放閘口（從前的設有指定開放時間）。
在岐阜一方設有（電動列車專用的）留置線，以供名鐵名古屋站或此站的列車折返（在日間來往中部國際機場至名鐵名古屋的μ-SKY會在此站折返。在河和線方向至至名鐵名古屋的特急也在此站直接折返，或前往枇杷島分岔點才折返），也會讓名古屋本線至犬山線的不載客等列車使用。以補完名鐵名古屋站的功能。因此下行方向的列車曾設有班次不以名鐵名古屋站為終點站，而延長至此站為終點站（在2011年3月的時間表修正時消滅。另外截至2019年，早上設有上行列車從此站出發）。此外，只限岐阜方向，部分不載客列車會在折返路軌中待避，也設有團體列車進行待避。在過去，津島線和犬山線之間的直通列車會在待避線折返。
| 月台 | 路線       | 上下行 | 方向                           |
| ---- | ---------- | ------ | ------------------------------ |
| 1    | 名古屋本線 | 下行   | ■ 名鐵一宮、名鐵岐阜方向       |
| 1    | 名古屋本線 | 下行   | ■ 津島方向                     |
| 1    | 犬山線     | 下行   | ■ 岩倉、犬山方向               |
| 2    | 名古屋本線 | 上行   | ■ 東岡崎、豐橋方向             |
| 2    | 名古屋本線 | 上行   | ■ 中部國際機場、河和、内海方向 |

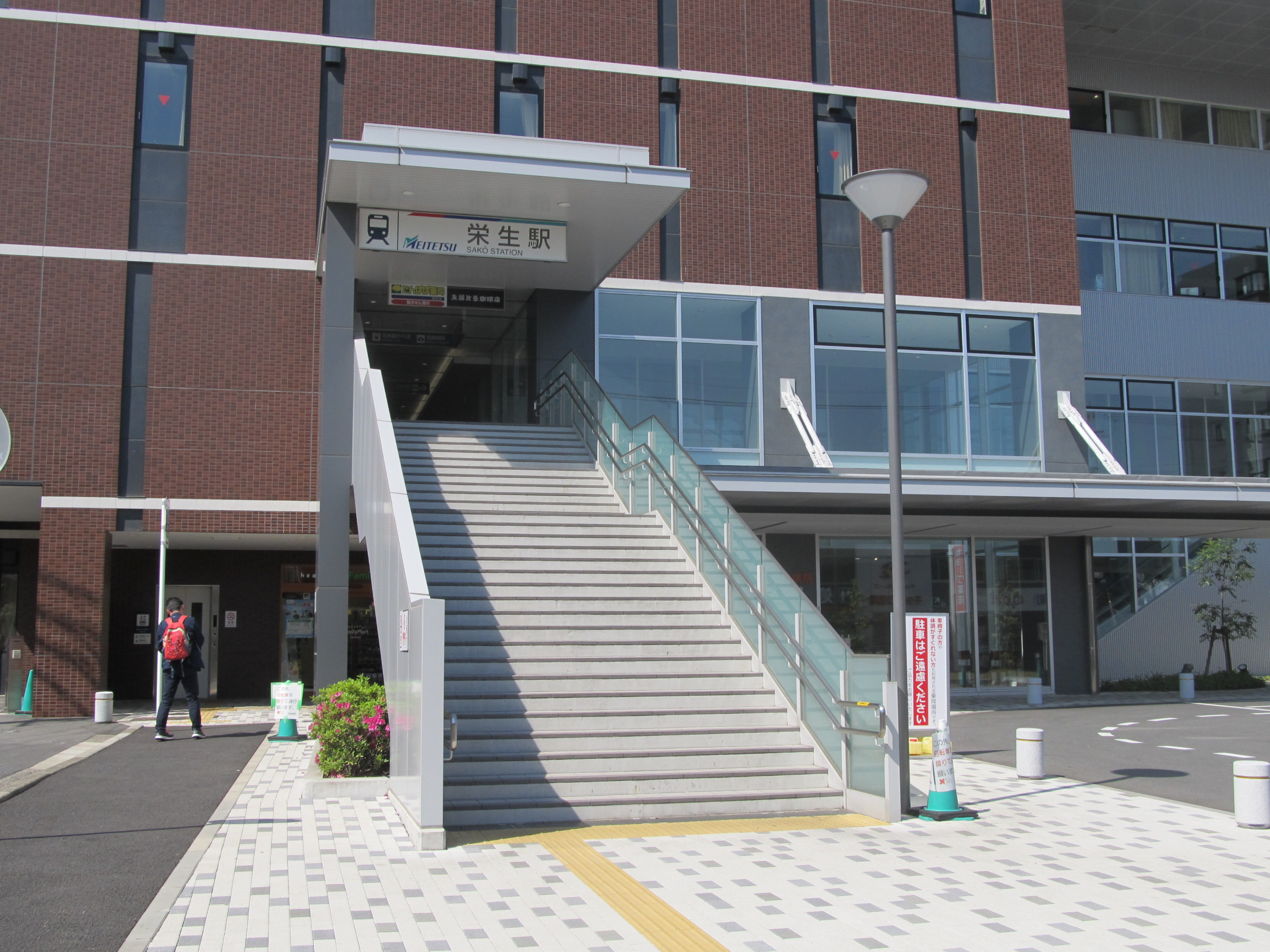
名鐵醫院閘口（2018年5月）
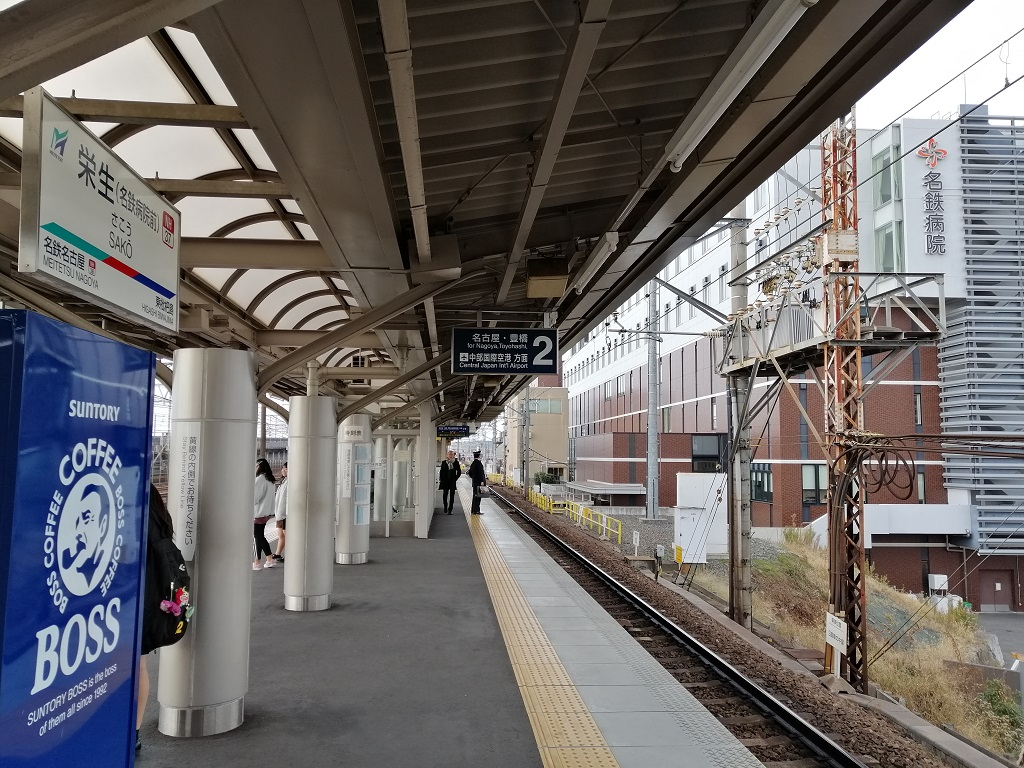
月台（2020年1月）
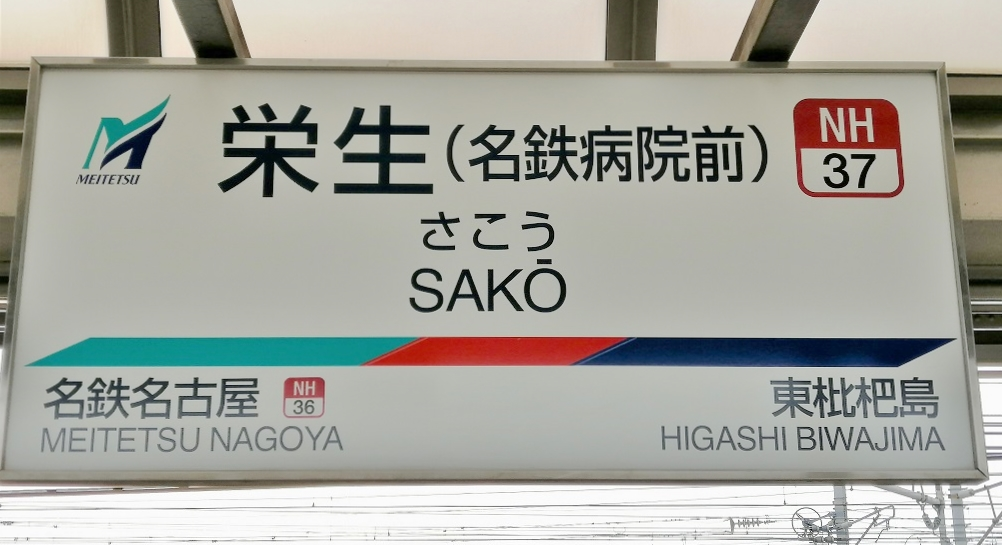
站名牌（2020年1月）
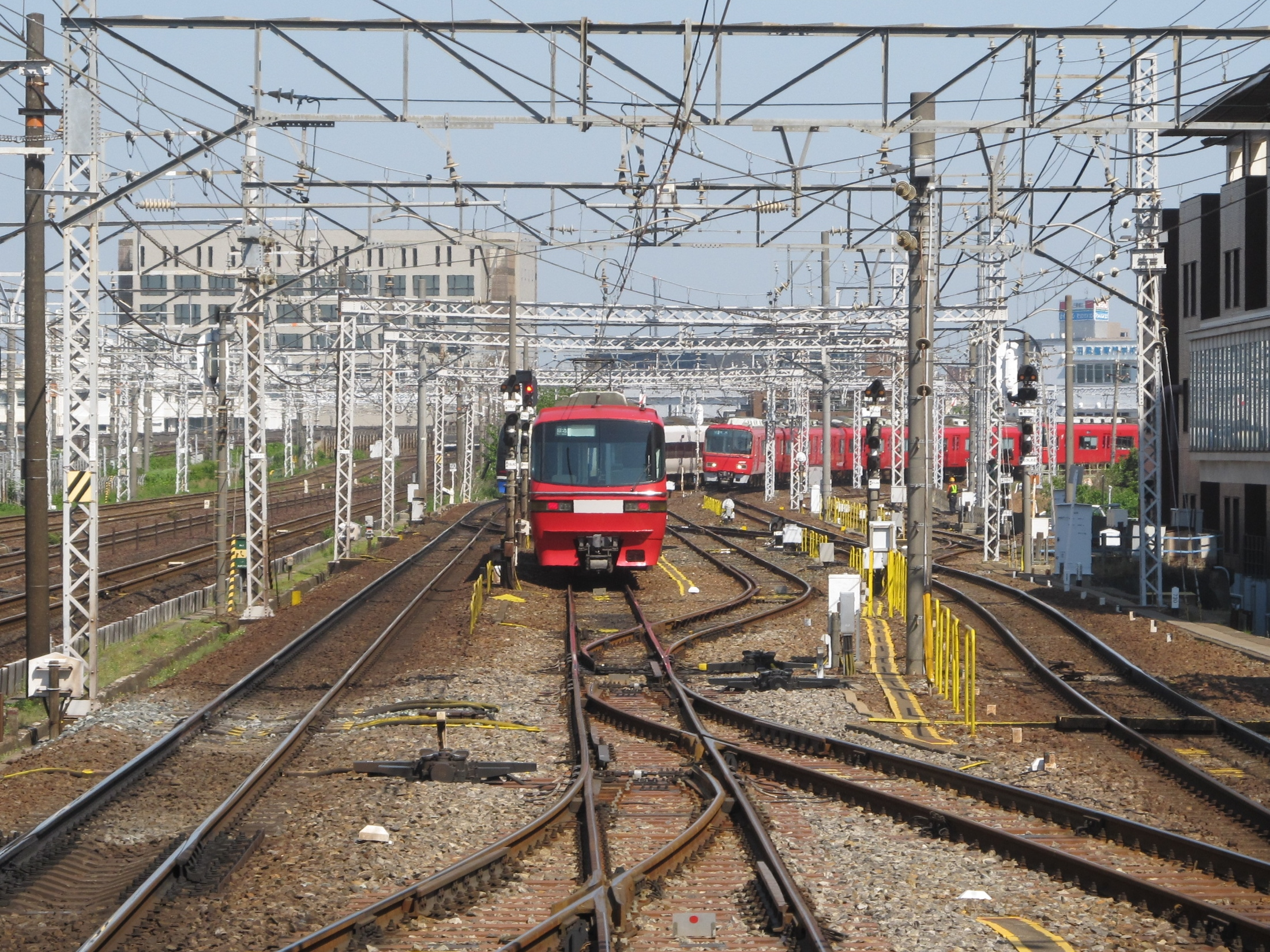
榮生留置線

月台上設有飲料自動販賣機與設有空調的候車室，但沒有設置商店。
月台顯示牌為全彩LED式顯示牌。從前是機械翻頁顯示式2行顯示。在兩閘口與月台之間設有升降機的無障礙化設施。名鐵醫院閘口的使用者可在名鐵醫院第2層中進入車站。所以除了上述兩座升級機外，在閘外還有一座升級機。在名古屋一方的閘口內設有多功能廁所，名鐵醫院閘口旁則設有μstar station。
本站有引入自動廣播系統。在名古屋方向的時間表中，會記載在名鐵名古屋站後的列車類別。在月台上蓋支柱中，除了樓梯附近的支柱外，其餘20枝由古老路軌再造而成，當中大部分是在1897年（明治30年）由卡內基製造。
此站可與從犬山方向的列車及一宮、岐阜、津島方向的列車互相轉乘，只需在跨月台（雖然在3500系等車輛內的資訊牌中沒有顯示出來，但是急行以下的列車中，列車長會廣播其轉乘資訊）。但是，由於枇杷島分岔點至金山之間日間設很多列車班次，基本上轉乘時間不會太長。

### 配線圖
| ← 名古屋、豐橋、 中部國際機場方向 | 名古屋鐵道 榮生站 站內配線略圖      |  |
|                                   | ↓ 岐阜、佐屋、 上小田井、新鵜沼方向 |  |
| 图例 参考文献：                   |                                     |  |

## 使用狀況
- 在中提及在2013年度，當時1日平均上下車人次為10,431人，為名鐵所有車站（275站）排名第34，名古屋本線（60站）中排名第15[10]。
- 在中提及在1992年度，當時1日平均上下車人次為9,767人，為除岐阜市內線均一車費區間內各站（岐阜市內線、田神線、美濃町線徹明町站至琴塚站之間）外名鐵所有車站（342站）中排名第44，名古屋本線（61站）排名第21[11]。
- 在中提及在1981年度，當時1日平均上下車人次為12,208人，為名鐵所有車站中排名第28[12]。
- 根據豐明市統計資料，以下為近年1日平均乘車、上下車人次的列表[13]
- 在中提及在1960年度，當時1日平均上下車人次為22,415人，在1963年度升至30,120人[14]。
- 在中，2017年度1日平均乘車人次為6,177人。以下為近年1日平均乘車人次列表[15]：

| 年度   | 1日平均 乘車人次 |
| ------ | ---------------- |
| 2000年 | 4,385            |
| 2001年 | 4,345            |
| 2002年 | 4,443            |
| 2003年 | 4,612            |
| 2004年 | 4,593            |
| 2005年 | 4,845            |
| 2006年 | 4,814            |
| 2007年 | 4,867            |
| 2008年 | 4,960            |
| 2009年 | 4,860            |
| 2010年 | 4,839            |
| 2011年 | 4,884            |
| 2012年 | 4,958            |
| 2013年 | 5,089            |
| 2014年 | 5,209            |
| 2015年 | 5,470            |
| 2016年 | 5,786            |
| 2017年 | 6,177            |

此站主要乘客來自名鐵醫院的人士、以及在附近通勤、上學的乘客。

## 車站周邊
車站名稱為「榮生」（Sauko），其來自是把河川狹窄之處，名為「狹所」（日语：／ sako）而成（而小字「佐古前（日语：／ sakomae）」的來源也是相近）。但是在周邊的居民認為「榮生」的來源，是源自好運的文字「榮」和「生」合併而成（在自治體名稱中為「榮（日语：／）村」）。
此站位於西區，但是車站南邊是中村區。
- 名鐵醫院（與名鐵醫院出口連接）
- 豐田產業技術記念館（日语：トヨタ産業技術記念館）
- 便利店2間與南邊1間（都是大型連鎖店，近名古屋出口）
- 99日圓、100圓店（近名古屋出口）
- FEEL（日语：フィールコーポレーション） 榮生店（近名古屋出口，於高架橋下）
- BOOKOFF（日语：ブックオフコーポレーション） 名古屋榮生站南店（近名古屋出口，於高架橋下）
- GEO（近名古屋出口）
- 名古屋榮生郵局
- 名古屋上更通郵局
- 名古屋市立榮生小學（日语：名古屋市立栄生小学校）
- 名古屋清真寺
- Yamanaka（日语：ヤマナカ） 則武店
- 義津屋（日语：ヨシヅヤ） 名古屋名西店（近名古屋出口，往上更路口方向步行10分鐘。）
- 環狀線（名古屋市道名古屋環狀線（日语：名古屋市道名古屋環状線））
- 鳥居通（名古屋市道鳥居線）
- 名站通（日语：名駅通）
- 龜島站（名古屋市營地下鐵東山線）
- 本陣站（同上）

## 巴士路線
在車站東邊，名古屋出口前的環狀線上設有名古屋市營巴士「名鐵榮生」巴士站。為名鐵線一宮、津島方向與名西橋方向（文理大短大、東麗愛知工廠等）的轉乘地點。在2017年3月31日前，巴士站名為「榮生町」（日语：／）。
名站11
- （西邊）名西橋方向
- （東邊）名古屋站方向

## 相鄰車站
名古屋鐵道
  名古屋本線（包括犬山線直通列車）
□μ-SKY、□快速特急、■特急、□快速急行
通過
□快速急行（早上1班從此站出發的列車於此站特別停車）
名鐵名古屋（NH36）－榮生（NH37）
■名鐵一宮方向急行
名鐵名古屋（NH36）－榮生（NH37）－（部分停二杁（NH40））－須口（NH42）
■犬山方向急行
名鐵名古屋（NH36）－榮生（NH37）－（部分停下小田井（IY01））－上小田井（IY03）
■名鐵一宮方向準急
名鐵名古屋（NH36）－榮生（NH37）－二杁（NH40）
■犬山方向準急
名鐵名古屋（NH36）－榮生（NH37）－上小田井（IY03）
■普通
名鐵名古屋（NH36）－榮生（NH37）－東枇杷島（NH38）

## 注腳

## 外部連結
- 榮生 - 名古屋鐵道